# Jōdo shū
Le Jōdo shū (浄土宗, « École de la Terre pure ») est une école du bouddhisme japonais, branche japonaise de la Terre pure, issue des enseignements du moine tendai Hōnen. Fondée en 1175, le Jōdo shū est le courant bouddhiste le plus largement pratiqué au Japon avec le Jōdo Shinshū.

## Le fondateur: Hōnen
Hōnen (法然, 1133-1212) est issu d’une famille maternelle qui descendait de marchands de soie originaires de Chine. Hōnen s’appelait à l’origine Seishi-maru, d’après le bodhisattva Seishi (Mahasthamaprapta en sanskrit). Après qu’un fonctionnaire rival assassina son père en 1141, Hōnen a été admis au monastère de son oncle à l’âge de neuf ans. Dès lors, Hōnen a vécu la vie d’un moine et a finalement étudié au célèbre monastère du Mont Hiei.

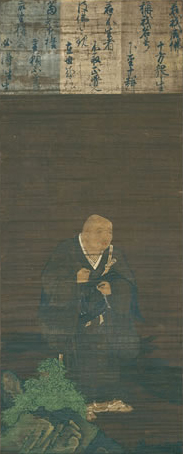
Statue de Hōnen à Kōbe.

Hōnen était très respecté en raison de ses connaissances et de son adhésion aux Cinq Préceptes, mais avec le temps, il est devenu insatisfait de la doctrine bouddhiste tendai qu’il étudiait au Mont Hiei. Influencé par les écrits de Shandao, Hōnen s’est consacré uniquement au bouddha Amida tel qu'exprimé à travers le nembutsu (ou nenbutsu).
Hōnen a fini par gagner des disciples issus de tous les milieux, et a fait de nombreux adeptes, notamment parmi les femmes qui avaient été exclues jusque-là de la pratique bouddhiste sérieuse. Il s’agissait notamment de pêcheurs, de prostituées et de diseurs de bonne aventure. Hōnen se distinguait également en n’établissant pas de discrimination envers les femmes ayant leurs menstruations : alors, on les considérait comme impures. Tout cela a causé des inquiétudes parmi l’élite religieuse et politique de Kyōto et, finalement, l’empereur Go-Toba a publié un décret en 1207 qui exilait Hōnen dans une région reculée du Japon et lui donnait un nom criminel. Certains des adeptes de Hōnen ont été exécutés, tandis que d’autres, parmi lesquels Shinran, ont été exilés vers d’autres régions du Japon, loin de Hōnen.
Finalement, Hōnen a été gracié et est retourné à Kyōto en 1211, mais il est mort peu après au cours de l’année 1212, deux jours seulement après avoir terminé de dicter son célèbre Serment en une feuille (一枚起請文, Ichimai kishōmon).

## Doctrine

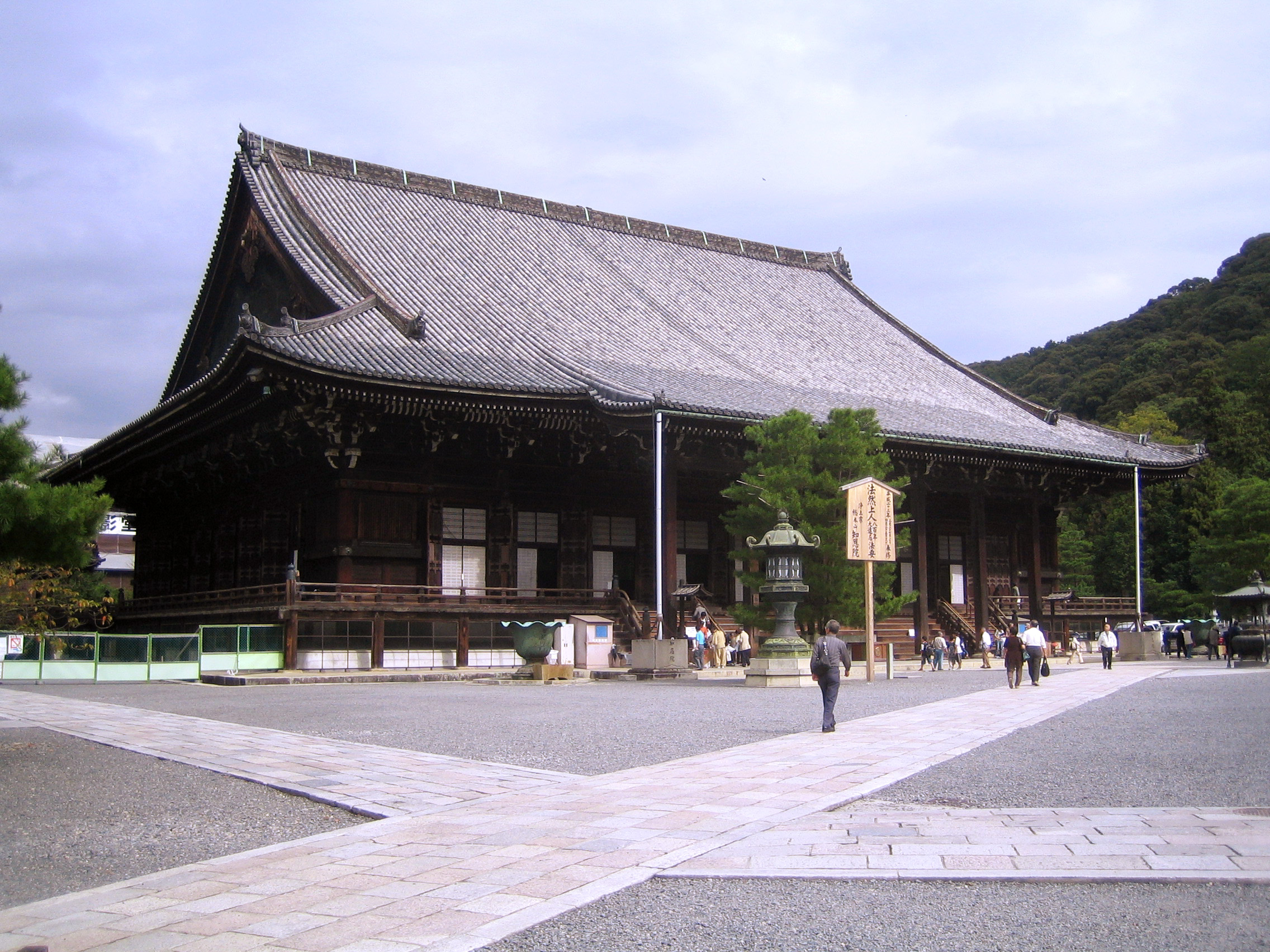
Le Chion-in, temple principal du jōdo shū à Kyōto.

Le jōdo shū est fortement influencé par l’idée du mappō ou « Ère de la fin du dharma ». L’idée générale du mappō est qu’avec le temps la société devient si corrompue que les gens ne peuvent plus mettre efficacement les enseignements du Bouddha en pratique. Selon la croyance médiévale, les signes du mappō comprenaient les guerres, les catastrophes naturelles et la corruption du sangha. Le jōdo shū a été fondé vers la fin de l’époque de Heian, alors que le bouddhisme au Japon s’impliquait profondément dans les intrigues politiques, et qu’on voyait les moines faire étalage de leur richesse et de leur pouvoir. À la fin de cette époque, des guerres ont également éclaté entre des clans de samouraïs antagonistes, tandis que le peuple subissait des tremblements de terre et une série de famines.
Hōnen, par le biais des enseignements du jōdo shū, cherchait à offrir, dans un âge dégénéré, une pratique bouddhique simple à laquelle n’importe qui pouvait avoir recours en vue de l’éveil : la dévotion envers le bouddha Amida telle qu’exprimée dans le nembutsu. Grâce à la compassion d’Amida, les êtres naissent dans la Terre pure (Sukhāvatī en sanskrit) où ils peuvent réaliser plus facilement l’éveil. Hōnen ne pensait pas que les autres pratiques bouddhiques étaient erronées, mais plutôt qu’elles n’étaient pas réalisables sur une vaste échelle, en particulier pendant les temps difficiles de son époque.
La répétition du nembutsu est une caractéristique commune du jōdo shū qui découle du vœu primordial du bouddha Amida. Toutefois, les pratiquants sont en outre encouragés à observer des pratiques « auxiliaires », comme les Cinq Préceptes, la méditation, la psalmodie de soutras et d’autres bonnes actions. Il n’y a cependant pas de règle stricte à ce sujet : puisque la compassion d’Amida s’étend à tous les êtres qui récitent le nembutsu, l’individu a la liberté de choisir comment respecter ces pratiques auxiliaires.
Le Soutra de Vie-Infinie (ou Grand Soutra de la Sukhāvatī) est le texte bouddhiste central du jōdo shū et le fondement de la foi dans le vœu primordial d’Amida. Outre le Soutra de Vie-Infinie, le Soutra des Contemplations et le Soutra d’Amida (ou Petit Soutra de la Sukhāvatī) sont également importants. Les écrits de Hōnen sont d’autres sources de la doctrine, notamment son dernier écrit, le Serment en une feuille.
Le jōdo shū, à l’instar des autres écoles bouddhistes, entretient une prêtrise professionnelle, monastique, qui aide à guider la congrégation, et maintient également des temples réputés, tel que le temple principal à Kyōto, le Chion-in, où réside le chef de l’école, appelé monshu en japonais.

## Jōdo shūetjōdo shinshū
Le jōdo shū est souvent comparé au jōdo shinshū fondé par Shinran, un disciple de Hōnen. Parce que Shinran était un élève fidèle de Hōnen, le jōdo shinshū diffère peu du jōdo shū, mais il existe cependant quelques divergences doctrinales :
- le jōdo shū croit en la renaissance dans la Terre Pure grâce à la récitation formelle du nembutsu, tandis que le jōdo shinshū met davantage l’accent sur la foi (信心, shinjin), et moins sur la pratique du nembutsu. Toutefois, la foi sincère est malgré tout un élément important dans le jōdo shū[7] ;
- le jōdo shū estime que l’envie de réciter le nembutsu provient de ses propres efforts (自力, jiriki?), tandis que le jōdo shinshū considère que le nembutsu est entièrement un don du bouddha Amida (他力, tariki)[8] ;
- le jōdo shū considère que le bouddha Amida est le Trikāya, ou l’ensemble des trois corps du Bouddha[9], alors que le jōdo shinshū considère qu’il est le Dharmakaya-en-tant-que-compassion[10].

Les deux écoles considèrent que les personnes qui ont commis des actes graves peuvent malgré tout renaître dans la Terre Pure, et que le nembutsu devrait être le principal acte de dévotion des amidistes.

## Sous-écoles
Le rameau principal du jōdo shū, la branche chinzei, a été soutenu par Shoko (également connu sous le nom de Benchō), disciple de Hōnen et parfois considéré comme le second patriarche du jōdo shū. Toutefois, les autres disciples de Hōnen se sont éparpillés dans un certain nombre d’autres écoles et interprétations de la doctrine du jōdo shū, en particulier après qu’ils ont été exilés en 1207 :
- Shōkū a fondé la branche seizan du jōdo shū, qui a structuré les enseignements bouddhistes dans une hiérarchie au sommet de laquelle se trouve le nembutsu ;
- Ryukan enseignait que la foi dans le bouddha Amida importait et pas tant la pratique effective du nembutsu. Il a été exilé dans l’est du Japon ;
- Kōsai enseignait l’idée qu’une seule récitation du nembutsu était nécessaire. Il a été exilé sur l’île de Shikoku ;
- Chosai, le dernier disciple direct de Hōnen, estimait que toutes les pratiques bouddhiques conduirait à la naissance dans la Terre pure ;
- Awanosuke, le diseur de bonne aventure, bien qu’il n’ait pas fondé sa propre école. On lui attribue le chapelet à double rangée, ou juzu, utilisé dans l’école jōdo shū.

Dans le jōdo shinshū, Hōnen est considéré comme le septième patriarche. Selon le point de vue, le jōdo shinshū peut être considéré comme une autre branche du jōdo shū.

## Lejōdo shūhors du Japon
Bien que l’école soit principalement implantée au Japon, il y a une importante communauté jōdo shū à Hawaii ainsi que quelques temples aux États-Unis continentaux.

## Source de la traduction
- (en) Cet article est partiellement ou en totalité issu de l’article de Wikipédia en anglais intitulé « Jōdo shū » (voir la liste des auteurs).